# Scierie de Plaimbois-du-Miroir
La Scierie de Plaimbois-du-Miroir, aussi appelée moulin Girardot, est un moulin situé sur la commune de Plaimbois-du-Miroir dans le département français du Doubs.

## Localisation
La scierie est située en rive droite du Dessoubre en aval de Laval-le-Prieuré, au lieu-dit le moulin Girardot.

## Histoire
Le moulin actuel est construit vers 1884 par Émile Girardot à l'emplacement d'un ancien moulin datant du XVe siècle et appartenant au prieuré de Laval-le-Prieuré. Il s’agissait d'un simple moulin à blé et ribe à chanvre, actionnés par une ou plusieurs roues en dessus. Le moulin se diversifie dans la production d'huile ainsi que le sciage à la fin du XVIIIe siècle. 
Girardot reconstruit la scierie avant 1884, qu'il complète d'une habitation à l'est. En 1912 deux turbines hydrauliques Douge sont installées. En 1918, un hangar de séchage est bâti, signe de la spécialisation de l'entreprise dans le commerce de bois. Dans les années 1950, une scie électrique vient replacer une des scies existantes, l'autre étant abandonnée. 
L'activité cesse en 1988 et le moulin est en partie détruit.
Le bâtiment de la scierie et l'ensemble des installations, incluant ses mécanismes et ses machines, le bâtiment du hangar de séchage, le quai de chargement et la voie de chemin de fer ainsi que le canal sous les deux bâtiments sont inscrits au titre des monuments historiques par arrêté du 3 août 2004.
Le moulin et son barrage ont fait l'objet de restauration : la vanne prise d'eau en été 2012, la charpente en été 2016.

## Architecture
Le moulin est un bâtiment rectangulaire situé le long de la rive droite du Dessoubre alimenté par un barrage courbe construit légèrement en biais du courant afin d'amener l'eau sous le moulin. Un hangar de séchage prolonge le bâtiment vers 1918. Les bâtiments d'habitation sont situés de l'autre coté de la route.

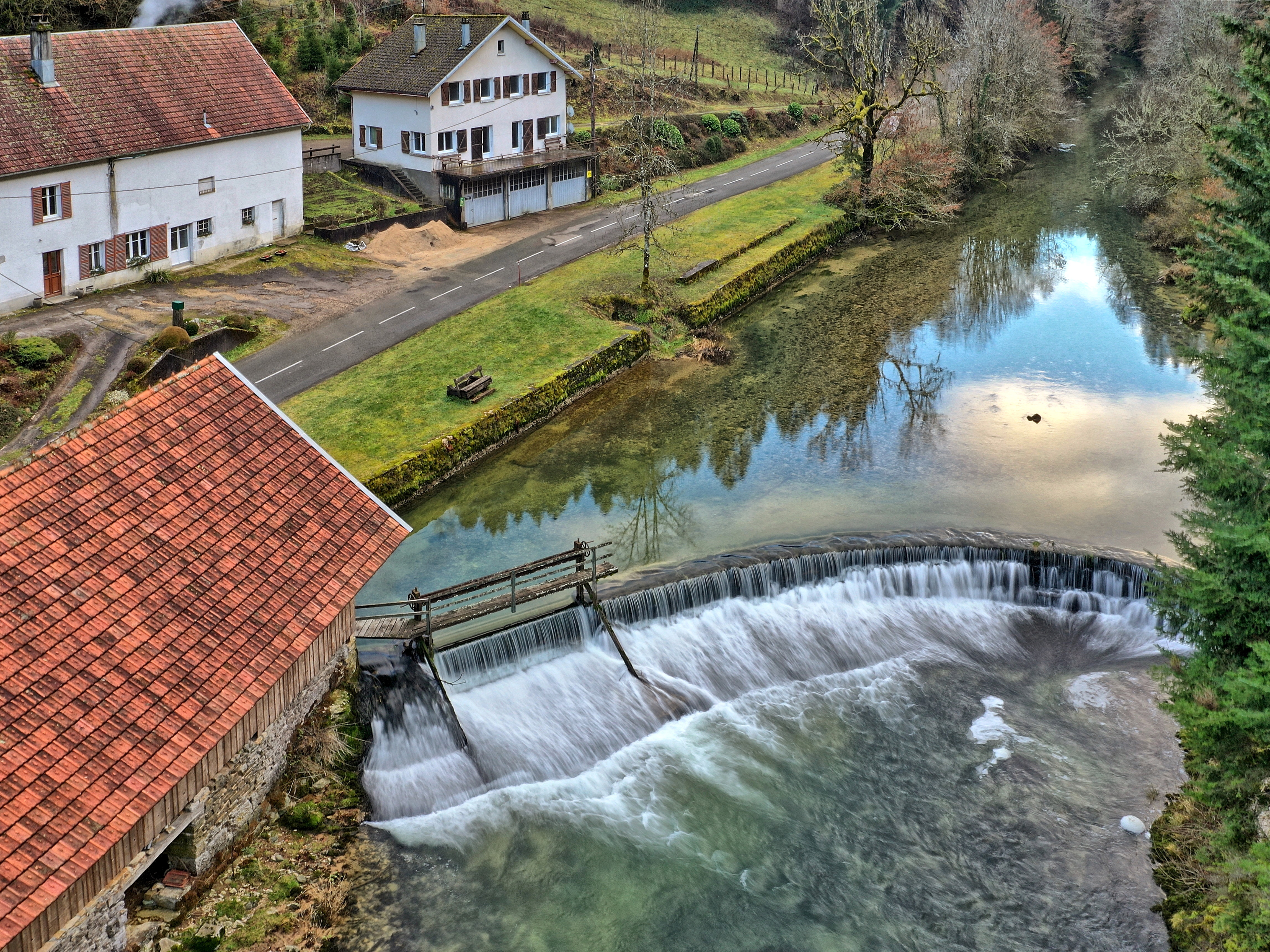
Le barrage courbe du moulin Girardot.
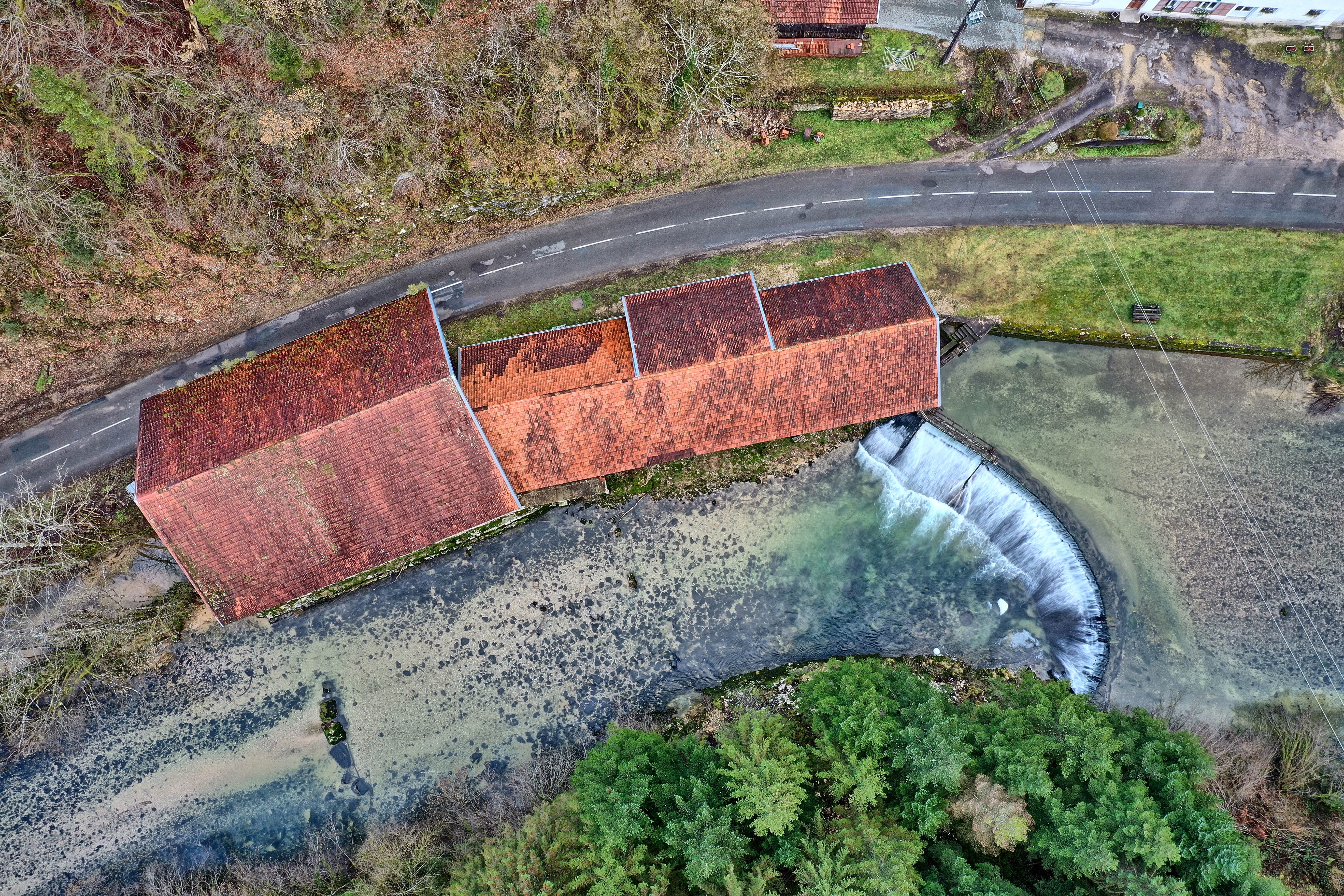
Le moulin Girardot et son barrage vus de dessus.